# عادل الملا
عادل الملا (زاده ۷ دسامبر ۱۹۷۰ – درگذشته ۷ مهٔ ۲۰۲۲) یک بازیکن فوتبال اهل قطر بود.

## باشگاهی
از باشگاه‌هایی که الملا در آن بازی کرد می‌توان به الریان، العربی و الخور اشاره کرد.

## تیم ملی
وی همچنین سابقهٔ بازی در تیم ملی فوتبال قطر را در کارنامه داشت.